# Ordulf av Sachsen
Ordulf av Sachsen eller Ordulf Billung, född 1020 eller 1022, död 28 mars 1072, son till hertig Bernhard av Sachsen (död 1059) och Eilika av Schweinfurt, var hertig av Sachsen från faderns död 1059 till sin egen död 1072. 
Han gifte sig 1042 med Ulfhild av Norge (född cirka 1020, död 1070) och fick med henne sonen Magnus (född någon gång mellan 1043 och 1047, död 1106), som så småningom också blev hertig av Sachsen. När hon dött gifte han sig med Gertrud av Haldensleben, fick med henne en son, som dock dog i unga år.
Större delen av hans kända tid som regent gick åt till att bekämpa olika vendiska stammar. Han allierade sig därför med Danmark, vilket var måttligt framgångsrikt. Han begravdes i Lüneburg. 